# Quận Lake, California
Quận Lake là một quận ở phía bắc trung bộ tiểu bang California, phía bắc vùng vịnh San Francisco, Hoa Kỳ. Quận lấy tên theo hồ Clear. Quận lỵ đóng tại thành phố Lakeport6. Theo Cục điều tra dân số Hoa Kỳ, dân số năm 2000 của quận này là 58.309 người 2.